# Hôtel de Rozel
Ne doit pas être confondu avec l'Hôtel de Rozel à Montpellier.
L'Hôtel de Rozel est un édifice civil de la ville de Nîmes, dans le département du Gard et la région Languedoc-Roussillon. Il est inscrit monument historique depuis 1984.

## Localisation
L'édifice est situé 1 rue de la Violette et 4bis rue Régale.

## Historique
1759 : achat par Pierre de Rozel, magistrat.

1773 : reconstruit.

## Architecture
Il a un portail encadré de pierres de taille et avec médaillon. Toutes les façades (très régulières) et toitures sont inscrites. Un balcon en fer forgé. On entre dans la cage d'escalier par une porte entourée de colonnes corinthiennes.